# هنريش غوستاف موهلنبك
هنريش غوستاف موهلنبك (بالإنجليزية: Heinrich Gustav Muehlenbeck) عالم نبات فرنسي من الألزاس.